# Oligodonta
Oligodonta is een geslacht in de orde van de Lepidoptera (vlinders) familie van de Pieridae (Witjes).
Oligodonta werd in 1976 beschreven door F. Brown.

## Soort
Oligodonta omvat de volgende soort:
- Oligodonta florissantensis - Brown, F, 1976